# 大外交新思维
大外交新思维（英语：Think Tank），是香港凤凰卫视于2014年1月1日开播的一档短节目，主持人为邱震海，周一至周五播出，每期3分钟。该节目主要讲述时政背后重要的外交故事，从一个外交事件迸发一个思维火花，燃亮出大历史的纵横脉搏，从国邦之间的交往，参透世界格局的变迁。
2014年6月27日，本节目播出其最后一期，此后节目正式停播，共播出了128集。

## 播出时间[1]
本节目在凤凰卫视中文台的播出时间为：
- 首播：香港时间周一至五08:55-09:00
- 重播：香港时间周一至五11:55-12:00、17:00-17:05

### 特别改动
2014年6月9日-6月27日，美洲台因播出2014年世界杯足球赛特别节目——《巨星面對面》等腾讯制作的原创节目（播出时间：18:40-19:00），本节目提前在美洲台停播。

## 部分讲述内容
- 2014-01-01：朝鲜停战协定
- 2014-01-02：中国援建坦赞铁路
- 2014-01-06：中国援建平壤地铁
- 2014-01-07：中国重返联合国之路
- 2013-01-20：中国“熊猫外交”
- 2014-01-27：乒乓外交破冰中美关系
- 2014-02-03：中英香港回归谈判
- 2014-05-05-09：排华法案
- 2014-05-12-16：周恩来访非
- 2014-06-09-13：撒切尔夫人
- 2014-06-23-27：第一夫人

## 外部連結
- 节目官網 （页面存档备份，存于）